# Джонс, Чарльз Ирвинг
Чарльз Ирвинг Джонс (англ. Charles Irving Jones; род. 1967, Ашвилл, Северная Каролина) — американский экономист, профессор экономики Стэнфордского университета, автор модели Джонса.

## Биография
Чарльз родился в 1967 году в Ашвилле, штат Северная Каролина США. Он получил степень бакалавра по экономике (A.B.) с отличием в Гарвардском университете в 1989 году. В 1993 году успешно защитил докторскую степень по экономике (Ph.D.) в Массачусетском технологическом институте. Научными руководителями докторской диссертации были Оливье Бланшар и Стэнли Фишер.
Свою преподавательскую деятельность начал в должности ассистента профессора на экономическом факультете Стэнфордского университета в 1993—2001 годах. Затем занял должность ассоциированного профессора в Калифорнийском университете в Беркли в 2001—2004 годах. В июле 2004 году был удостоен профессорского звания на экономическом факультете в Калифорнийском университете в Беркли, где преподавал в 2004—2009 годах. С 2009 года является профессором экономики Стэнфордской высшей школы бизнеса. Был Джон Остервейс и Барбара Равицци преподавателем факультета в 2010—2011 годах, научным сотрудником факультета BP по глобальному менеджменту в 2013—2014 годах, Чарльз и Мелисса Фроланд профессором в 2017—2020 годах, начальником отдела рекрутинга младших экономических факультетов с 2012 года, региональным координатором по экономике с 2019 года в Стэнфордской высшей школе бизнеса.
Чарльз Джонс также был научным сотрудником департамента в 1997—2002 годах, помощником научного сотрудника Национального бюро экономических исследований с 2002 года, приглашённым профессором Стэнфордской высшей школы бизнеса в 2008 году, помощником редактора журнала Quarterly Journal of Economics в 1999—2019 годах, помощником редактора журнала American Economic Journal Macroeconomics в 2007—2015 годах, соредактором журнала Journal of Economic Perspectives в 2009—2011 годах, научным сотрудником Фонда Джона Олина в 2000—2001 годах, научным сотрудником Фонда Альфреда П. Слоуна в 1999—2001 годах, национальным сотрудником Гуверовского института в 1996—1997 годах.
В настоящий момент является помощником редактора журнала Journal of Economic Growth с 1998 года, соредактором журнала Econometrica с 2019 года, научным сотрудником Стэнфордовского института экономических и политических исследований с 2016 года, приглашённым исследователем Федерального резервного банка Сан-Франциско с 2000 года, членом Американской академии искусств и наук с 2019 года, феллоу Эконометрического общества с 2020 года.

## Награды и гранты
За свои достижения был неоднократно отмечен:
- 1989 — приз Уильямса в Гарвардском университете «за лучшую успеваемость на факультете»;
- 1989—1992 — стипендия Национального научного фонда[англ.] от Национального научного фонда;
- 1995—1998, 1999—2002, 2003—2007, 2007—2009 — гранты от Национального научного фонда;
- 2010 — приглашённый лектор на X Международном конгрессе Эконометрического общества;
- 2014 — почётный лектор на конференции Мэдиссон в Гронингене;
- 2015 — пленарный выступающий на конференции Общества экономической динамики в Варшаве.